# الإسلام في أوروبا
دخل الإسلام في أوروبا إلى أجزاء من الجزر والسواحل الأوروبية الواقعة على البحر الأبيض المتوسط خلال القرن السابع عن طريق التوسعات الإسلامية. خلال التوسع العثماني انتشر الإسلام في دول البلقان ودول جنوب شرق أوروبا فأخذ الإسلام في هذه المناطق طابع أوروبي ذو صبغة عثمانية خصوصًا بين المسلمين الألبان والبوشناق والترك والغوراني. في السنوات الأخيرة، هاجر مسلمون بشكل خاص من دول المغرب العربي وتركيا ومن غرب أفريقيا إلى أوروبا الغربية وهم من بالأساس من المهاجرين والسكان والعمال المؤقتين.
وفقًا لمركزي الأرشيف الألماني للإسلام معهد (دي)، يبلغ عدد المسلمين في أوروبا حوالي 53 مليون 5.2%، يشمل الرقم كل من روسيا والقسم الأوروبي لتركيا. ويبلغ عدد المسلمين في دول الاتحاد الأوروبي حوالي 16 مليون 3.2%. وفقًا لآخر إحصائية من عام 2010، قام بها معهد بيو وصل عدد المسلمين في كل أوروبا، عدا تركيا، إلى 44 مليون نسمة، أي ما يُشكل حوالي 6% من إجمالي سكان أوروبا.

## التاريخ
دخل الإسلام إلى أوروبا منذ سنة 670 بعد الميلاد. لكن لم يكن هناك انتشار واسعا جدا له، تأسست في شبه الجزيرة الإيبيرية دول إسلامية في الأندلس وهي تسمية عادةً ما يُقصد بها فقط الإشارة إلى الأراضي الأيبيريَّة التي دخلها المُسلمون وبقيت تحت ظل الخِلافة الإسلاميَّة والدُويلات والإمارات الكثيرة التي قامت في رُبوعها وانفصلت عن السُلطة المركزيَّة في دمشق ومن ثُمَّ بغداد، مُنذ سنة 711م حتَّى سنة 1492م حينما سقطت الأندلس خلال حروب الاسترداد بيد اللاتين الإفرنج وأُخرج منها المُسلمون، علمًا أنَّه طيلة هذه الفترة كانت حُدودها تتغيَّر، فتتقلَّص ثُمَّ تتوسَّع، ثُمَّ تعود فتتقلَّص، وهكذا، استنادًا إلى نتائج الحرب بين المُسلمين والإفرنج.

## أوروبا الشرقية
خلال التوسع العثماني انتشر الإسلام في دول البلقان ودول جنوب شرق أوروبا فأخذ الإسلام في هذه المناطق طابع أوروبي ذاو صبغة عثمانية خصوصًا بين المسلمين الألبان والبوشناق والأتراك والغوراني. وتواجدت جاليات تاريخية مسلمة من التتار ومن الشيشان في كل من روسيا وشبه جزيرة القرم.

## أوروبا الغربية
دخل الإسلام إلى أوروبا الغربية عبر الأندلس بعد سيطرة المسلمين عليها، ثم انتشر إلى بلاد الغال كذلك. ولكن بعد انهيار حكم المسلمين، قامت محاكم التفتيش الإسبانية والتي بدورها أجبرت السكان على ترك الإسلام واليهودية، ثم قامت بطرد المسلمين الذين أخفوا دينهم بعدما سعى هؤلاء المسلمين لطلب العون من الدولة العثمانية في استعادة الأندلس مرةً أخرى.

## التركيبة السكانية الحالية
العدد الدقيق للمسلمين في أوروبا غير معروف. وفقًا لآخر إحصائية من عام 2010، قام بها مركز بيو وصل عدد المسلمين في كل أوروبا، عدا تركيا، إلى 44 مليون نسمة، أي ما يُشكل حوالي 6% من إجمالي سكان أوروبا، بما في ذلك 19 مليون (3.8% من السكان) من سكان الاتحاد الأوروبي. توجد بيانات عن معدلات نمو الإسلام في أوروبا تكشف عن أن عدداً متزايداً من المسلمين يقطنون في أوروبا يرجع أساساً إلى الهجرة وارتفاع معدلات الولادة. في دراسة أجراها معهد بيو حول المسلمين، وجدت أن من المتوقع أن تصل نسبة المسلمين في أوروبا إلى حوالي 8% من سكان أوروبا عام ،2030 وذلك بسبب زيادة نسبة المسلمين في أوروبا حاليا والمتوقعة مستقبلاً والتي سببها الرئيسي هو انخفاض معدل المواليد الأوروبيين مقابل ارتفاع معدلات الإنجاب أوساط المسلمين بالإضافة إلى تدفق المهاجرين المسلمين من المغرب العربي وتركيا وأفريقيا. وفي دراسة أخرى وجدت أن ارتفاع معدلات الولادة كان السبب الرئيسي في نمو عدد المسلمين. وقال جيمس بيل المساهم الرئيسي في وضع دراسة التي أجراها معهد بيو حول المسلمين، متحدثا لوكالة فرانس برس إن إن «اعتناق الإسلام لا يلعب دورا كبيرا في تزايد عدد المسلمين في العالم» مشيرا بصورة خاصة في هذا الصدد إلى معدلات الإنجاب.
اعتبارا من عام 2011، كان ما يقرب من 9 ملايين تركي يعيشون في أوروبا خارج تركيا. جعل هذا من الأتراك يشكلون أكبر عدد من المهاجرين المسلمين في أوروبا. تتراوح تقديرات نسبة المسلمين في روسيا (أكبر مجموعة من المسلمين في أوروبا) من 5% إلى 11.7%، بحسب المصادر المختلفة. ويعتمد أيضاً على ما إذا كان يتم احتساب المسلمين الملتزمين فقط أو جميع الأشخاص المنحدرين من أصول مُسلمة.
58.8% من سكان ألبانيا يعتنقون الإسلام ديناً، مما يجعلها أكبر ديانة في البلاد. غالبية المسلمين الألبان من السنَّة العلمانيين مع أقلية شيعية كبيرة من البكتاشيين. وتصل نسبة المُسلمين إلى حوالي 93.5% في كوسوفو، وحوالي 39.3% من سكان شمال مقدونيا (وفقاً لتعداد عام 200، كان حوالي 46.5% من الأطفال الذين تتراوح أعمارهم بين 0-4 كانوا مسلمين في مقدونيا)، وحوالي 50.7% من سكان البوسنة والهرسك. في البلدان العابرة للقارات مثل تركيا (99%)، وأذربيجان (93%) من السكان مُسلمون على التوالي. وفقا لتعداد عام 2011، حوالي 20% من مجموع السكان في الجبل الأسود هم من المسلمين.
وجد استطلاع أجراه مركز بيو للأبحاث في عام 2016 أن المسلمين يشكلون 4.9% من مجموع سكان أوروبا.
| الدولة          | يقدر عدد المسلمين (%) بين إجمالي السكان في عام 2016 |
| --------------- | --------------------------------------------------- |
| قبرص            | 25.4                                                |
| بلغاريا         | 11.1                                                |
| فرنسا           | 8.8                                                 |
| السويد          | 8.1                                                 |
| بلجيكا          | 7.6                                                 |
| هولندا          | 7.1                                                 |
| النمسا          | 6.9                                                 |
| المملكة المتحدة | 6.3                                                 |
| ألمانيا         | 6.1                                                 |
| سويسرا          | 6.1                                                 |
| النرويج         | 5.7                                                 |
| اليونان         | 5.7                                                 |
| الدنمارك        | 5.4                                                 |
| إيطاليا         | 4.8                                                 |
| سلوفينيا        | 3.8                                                 |
| لوكسمبورغ       | 3.2                                                 |
| فنلندا          | 2.7                                                 |
| إسبانيا         | 2.6                                                 |
| كرواتيا         | 1.6                                                 |
| جمهورية أيرلندا | 1.4                                                 |

### التوقعات
توقعت دراسة نشرتها مركز بيو للأبحاث، نشرت في يناير من عام 2011، بزيادة نسبة المسلمين من سكان أوروبا من 6% في عام 2010 إلى 8% في عام 2030. كما توقعت الدراسة أن معدل الخصوبة لدى المسلمين في أوروبا سينخفض من 2.2 في عام 2010 إلى 2.0 في عام 2030. ومن ناحية أخرى، فإن معدل الخصوبة لغير المسلمين في أوروبا سيرتفع من 1.5 في عام 2010 إلى 1.6 في عام 2030. توقعت دراسة أخرى لمركز بيو نشرت في عام 2017 أن المسلمين في عام 2050 سيشكلون بين نسبة 7.4% (في حالة توفقت الهجرة إلى أوروبا تتوقف على الفور وبشكل دائم - سيناريو «هجرة صفرية») وبين 14% (في حالة سيناريو «مرتفع جداً» للهجرة) إلى أوروبا. أظهرت بيانات من عقد 2000 عن معدلات نمو الإسلام في أوروبا أن العدد المتزايد من المسلمين يرجع في المقام الأول إلى الهجرة وارتفاع معدلات المواليد.
وفقا لمركز بيو، من المتوقع أن تؤثر الهجرة إيجابياً على نسبة المسلمين في أوروبا بين 2010 و2050 بنحو 1.8% من سكان المنطقة. بعض البلدان، من المتوقع أن يكون للهجرة التأثير أكبر. منها السويد حيث ستزداد نسبة المسلمين من السكان بسبب الهجرة بحلول عام 2050، بنحو 5.6%. وبالإضافة إلى السويد، فإن الدول الأوروبية التي يتوقع أن تحقق فيها الهجرة أكبر تأثير على السكان المسلمين - وهو فارق لا يقل عن ثلاث نقاط مئوية - هي النرويج وإسبانيا والمملكة المتحدة. في معظم دول أوروبا الغربية تفوق أعداد المواليد بين المسلمين أعداد الوفيات بين عام 2010 وعام 2015، وفي 21 دولة معظمها في أوروبا الشرقية لا يوجد فارق كبير بين أعداد المواليد وأعداد الوفيات، ولا توجد أي دولة أوروبية فيها أعداد الوفيات بين المسلمين تتجاوز فيها أعداد المواليد. وفقًا لتوقعات لمركز بيو للأبحاث للفترة بين 2010-2050 حول أعداد المسلمين، لن يكون التحول إلى الإسلام سبباً في نمو السكان المسلمين في أوروبا، حيث وفقًا لنفس الدراسة ستتخطى أعداد تاركي الإسلام أعداد المتحولين للإسلام في أوروبا بنسبة طفيفة، وسيبلغ صافي الخسارة (60,000) بسبب التحول الديني، ويتوقع المركز أن يتحول 1,580,000 إلى الإسلام في مقابل ترك 1,640,000 شخص لها خلال هذه الفترة.
يجادل إريك كوفمان من جامعة لندن بأن السبب الرئيسي وراء نمو الإسلام السكاني، ليس بسبب التحول إلى الإسلام، ولكن في المقام الأول إلى طبيعة الدين وكما يسميها «المؤيدة للإنجاب»، حيث يميل المسلمون إلى إنجاب المزيد من الأطفال. وفقاً لدراسة مركز بيو للأبحاث لم يلعب التحول الديني في التغير في عدد السكان المسلمين، بين عام 2010 وعام 2016 تخطت أعداد تاركي الإسلام أعداد المتحولين للإسلام في أوروبا وبلغ صافي الخسارة حوالي 160,000.
جادل تقرير لمركز الدراسات الاستراتيجية والدولية لعام 2007 بأن بعض توقعات السكان المسلمين قد تكون مبالغ فيها، لأنهم يفترضون أن جميع أبناء المسلمين سيصبحون مسلمين حتى في حالات الأبوة المختلطة. وبالمثل، شكك دارين شيركات في مجلة فورين أفيرز ما إذا كانت بعض توقعات نمو المسلمين دقيقة لأنها لا تأخذ في الاعتبار العدد المتزايد من المسلمين غير المتدينين. لا يوجد بحث كمي، لكنه يعتقد أن الاتجاه الأوروبي يعكس الأمريكي: حيث تشير بيانات من المسح الاجتماعي العام في الولايات المتحدة أن 32% ممن تربوا على الإسلام لم يعودوا يعتنقون الإسلام في مرحلة البلوغ، وحوالي 18% ليس لديهم هوية دينية.

## وصلات خارجية
- المسلمون في لأوروبا – شبكة الحوار.نت الإعلامية
- مسلمو أوروبا في ظل الدستور الأوروبي الجديد، برنامج الشريعة والحياة، قناة الجزيرة، 16 مارس 2003